# Olympische Sommerspiele 1968/Leichtathletik – 3000 m Hindernis (Männer)

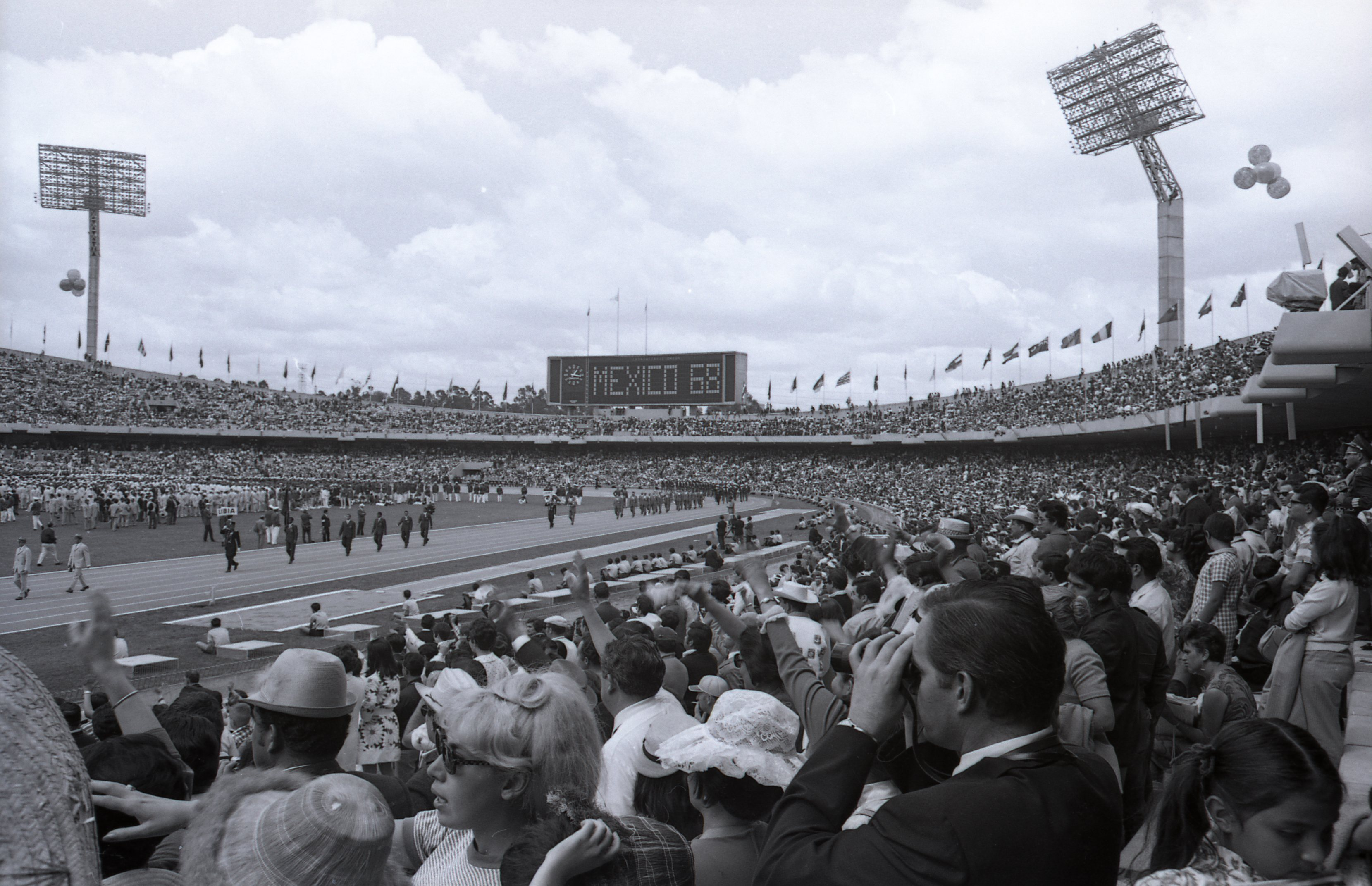
Das Olympiastadion während der Eröffnungsfeier 1968

Der 3000-Meter-Hindernislauf der Männer bei den Olympischen Spielen 1968 in Mexiko-Stadt wurde am 14. und 16. Oktober 1968 im Estadio Olímpico Universitario ausgetragen. 39 Athleten nahmen teil.
Olympiasieger wurde der Kenianer Amos Biwott. Er gewann vor seinem Landsmann Benjamin Kogo und dem US-Amerikaner George Young.
Für die Bundesrepublik Deutschland – offiziell Deutschland – starteten Klaus-Ludwig Brosius, Willi Wagner und Heinz-Gerd Mölders, die alle drei in ihren Vorläufen ausschieden, ebenso wie der Schweizer Hans Menet.

Läufer aus der DDR – offiziell Ostdeutschland, Österreich und Liechtenstein nahmen nicht teil.

## Bestehende Rekorde
| Weltrekord         | 8:24,2 min | Jouko Kuha ( Finnland)     | Stockholm, Schweden    | 17. Juli 1968    |
| Olympischer Rekord | 8:30,8 min | Gaston Roelants ( Belgien) | Finale OS Tokio, Japan | 17. Oktober 1964 |

Der bestehende olympische Rekord wurde bei diesen Spielen nicht erreicht. Die Höhenlage in Mexiko-Stadt verhinderte auf den Langstrecken schnellere Zeiten. Im schnellsten Rennen, dem zweiten Vorlauf, verfehlte der spätere Olympiasieger Amos Biwott aus Kenia den Olympiarekord um 18,6 Sekunden. Zum Weltrekord fehlten ihm 25,2 Sekunden.

## Durchführung des Wettbewerbs
39 Athleten traten am 14. Oktober zu insgesamt drei Vorläufen an. Die jeweils vier Laufbesten – hellblau unterlegt – qualifizierten sich für das Finale am 16. Oktober.

## Zeitplan
14. Oktober, 17:00 Uhr: Vorläufe

16. Oktober, 17:20 Uhr: Finale
Anmerkung: Alle Zeiten sind in Ortszeit Mexiko-Stadt (UTC −6) angegeben.

## Vorrunde
Datum: 14. Oktober 1968, ab 17:00 Uhr

### Vorlauf 1
| Platz | Name                 | Nation         | Offizielle Zeit handgestoppt | Inoffizielle Zeit elektronisch |
| ----- | -------------------- | -------------- | ---------------------------- | ------------------------------ |
| 1     | Benjamin Kogo        | Kenia          | 8:57,8 min                   | 8:57,80 min                    |
| 2     | Javier Álvarez       | Spanien        | 9:03,8 min                   | 9:03,74 min                    |
| 3     | Bengt Persson        | Schweden       | 9:06,4 min                   | 9:06,43 min                    |
| 4     | Arne Risa            | Norwegen       | 9:07,2 min                   | 9:07,31 min                    |
| 5     | John Jackson         | Großbritannien | 9:11,4 min                   | 9:11,33 min                    |
| 6     | Conrad Nightingale   | USA            | 9:13,2 min                   | 9:13,23 min                    |
| 7     | Tadesse Wolde-Medhin | Äthiopien      | 9:13,2 min                   | 9:13,24 min                    |
| 8     | Manuel de Oliveira   | Portugal       | 9:19,2 min                   | 9:19,22 min                    |
| 9     | Klaus-Ludwig Brosius | BR Deutschland | 9:24,0 min                   | 9:23,98 min                    |
| 10    | János Szabó          | Ungarn         | 9:25,8 min                   | 9:25,82 min                    |
| 11    | Pedro Miranda        | Mexiko         | 9:26,0 min                   | 9:25,95 min                    |
| 12    | Domingo Amaisón      | Argentinien    | 9:43,0 min                   | 9:43,06 min                    |

### Vorlauf 2

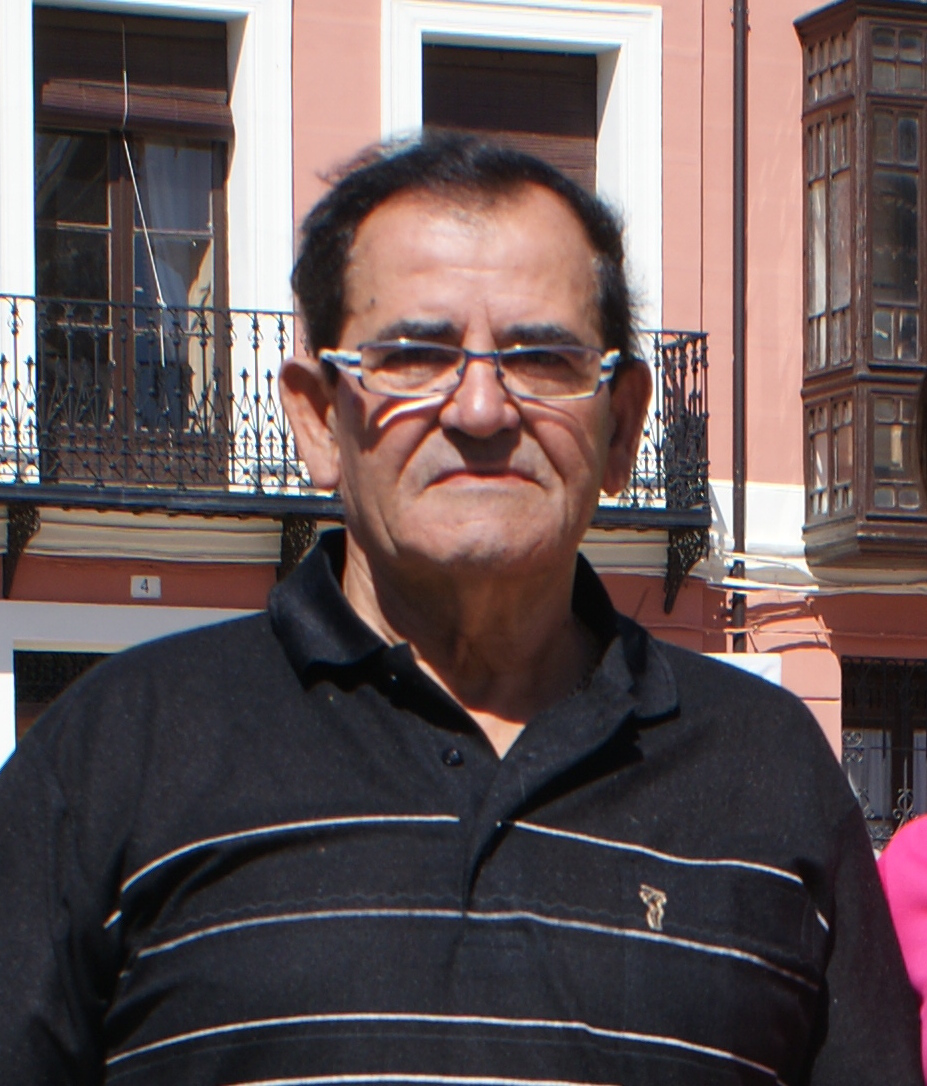
Mariano Haro (hier im Jahr 2012) wurde im zweiten Vorlauf disqualifiziert, nachdem er als Fünfter ins Ziel gekommen war

| Platz | Name                 | Nation         | Offizielle Zeit handgestoppt | Inoffizielle Zeit elektronisch | Anmerkung |
| ----- | -------------------- | -------------- | ---------------------------- | ------------------------------ | --------- |
| 1     | Jean-Paul Villain    | Frankreich     | 9:01,2 min                   | 9:01,12 min                    |           |
| 2     | George Young         | USA            | 9:02,2 min                   | 9:01,49 min                    |           |
| 3     | Kerry O’Brien        | Australien     | 9:02,4 min                   | 9:02,31 min                    |           |
| 4     | Wiktor Kudinski      | Sowjetunion    | 9:05,2 min                   | 9:05,25 min                    |           |
| 5     | Willi Wagner         | BR Deutschland | 9:24,6 min                   | 9:24,62 min                    | a         |
| 6     | Labidi Ayachi        | Tunesien       | 9:24,4 min                   | 9:24,49 min                    | a         |
| 7     | Nobuyoshi Miura      | Japan          | 9:33,0 min                   | 9:32,95 min                    | a         |
| 8     | Maurice Herriott     | Großbritannien | 9:34,6 min                   | 9:34,68 min                    | a         |
| 9     | Albertino Etchechury | Uruguay        | 9:35,6 min                   | 9:35,61 min                    | a         |
| 10    | Eddy Van Butsele     | Belgien        | 9:38,8 min                   | 9:38,79 min                    | a         |
| 11    | Jan Cych             | Polen          | 9:50,8 min                   | 9:50,78 min                    | a         |
| 12    | Hans Menet           | Schweiz        | 10:02,0 min                  | 10:02,06 min                   | a         |
| 13    | Efraín Cordero       | Kolumbien      | k. A.                        | 11:19,23 min                   | a         |
| DSQ   | Mariano Haro         | Spanien        |                              |                                | a         |

### Vorlauf 3
| Platz | Name                 | Nation         | Offizielle Zeit handgestoppt | Inoffizielle Zeit elektronisch |
| ----- | -------------------- | -------------- | ---------------------------- | ------------------------------ |
| 1     | Amos Biwott          | Kenia          | 8:49,4 min                   | 8:49,39 min                    |
| 2     | Michail Schelew      | Bulgarien      | 9:01,0 min                   | 9:01,96 min                    |
| 3     | Gaston Roelants      | Belgien        | 9:08,2 min                   | 9:08,29 min                    |
| 4     | Alexander Morosow    | Sowjetunion    | 9:08,4 min                   | 9:08,45 min                    |
| 5     | Bill Reilly          | USA            | 9:10,4 min                   | 9:10,35 min                    |
| 6     | Peter Welsh          | Neuseeland     | 9:13,8 min                   | 9:13,80 min                    |
| 7     | Gareth Bryan-Jones   | Großbritannien | 9:16,8 min                   | 9:16,86 min                    |
| 8     | Jan-Erik Karlsson    | Schweden       | 9:19,6 min                   | 9:19,64 min                    |
| 9     | Taketsugu Saruwatari | Japan          | 9:26,2 min                   | 9:26,30 min                    |
| 10    | Heinz-Gerd Mölders   | BR Deutschland | 9:32,2 min                   | 9:32,22 min                    |
| 11    | Umberto Risi         | Italien        | 9:44,0 min                   | 9:43,97 min                    |
| 12    | Julio Quevedo        | Guatemala      | 9:48,4 min                   | 9:48,37 min                    |
| DNF   | Guy Texereau         | Frankreich     |                              |                                |

## Finale

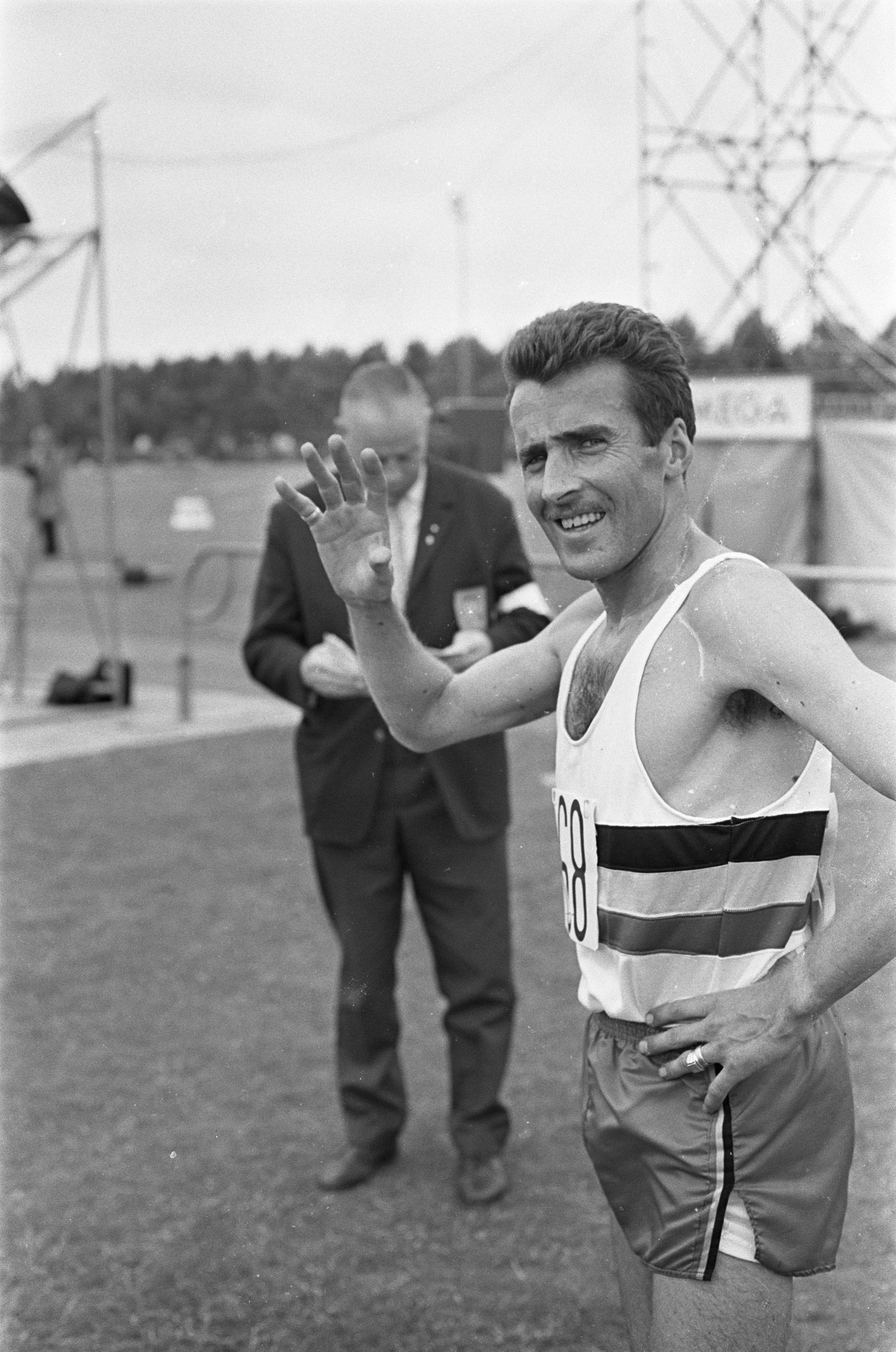
Der Olympiasieger von 1964 Gaston Roelants kam im Finale auf Platz sieben
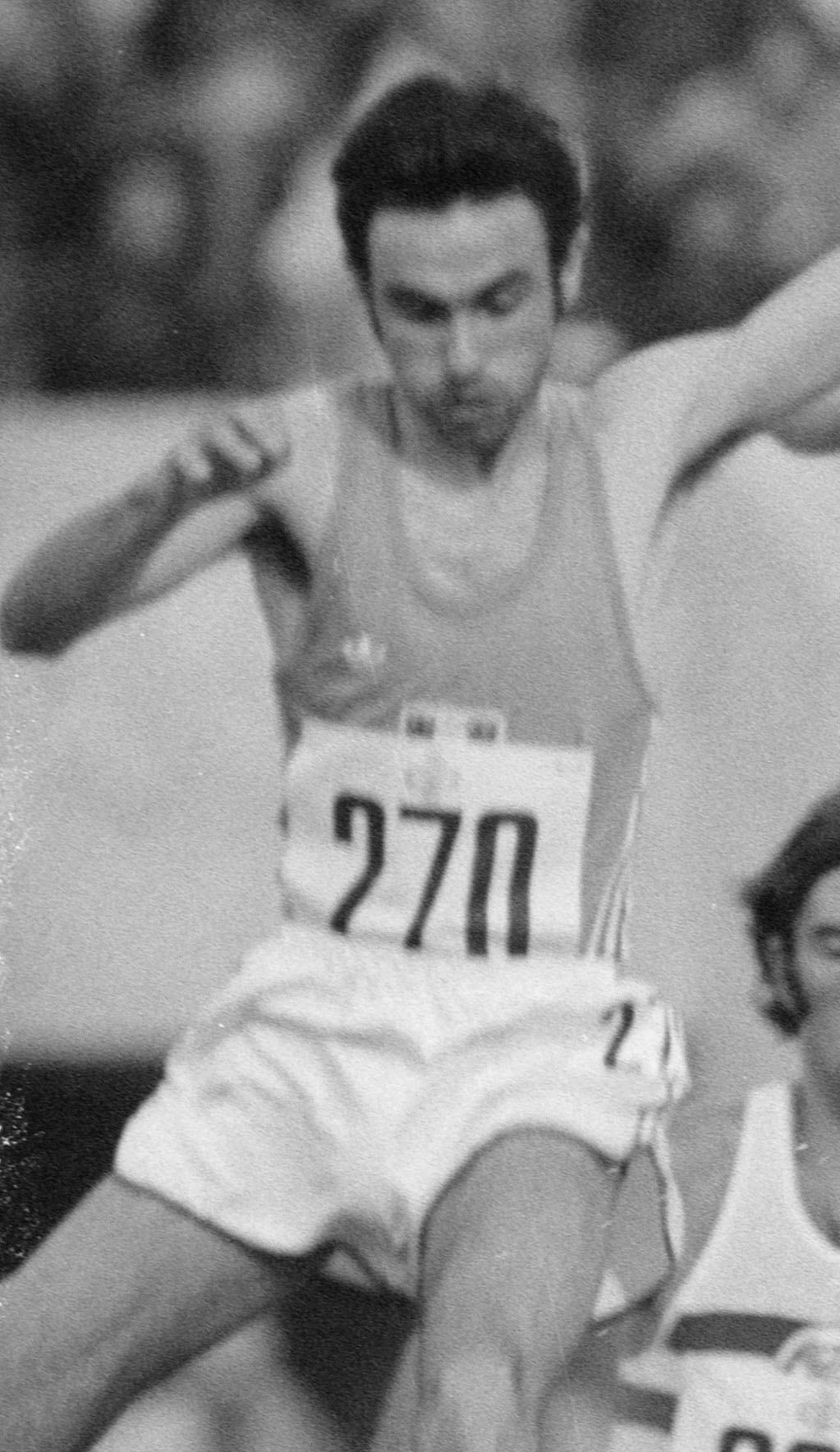
Jean-Paul Villain (hier bei den Europameisterschaften 1974) belegte Rang neun

Datum: 16. Oktober 1968, 17:20 Uhr
| Platz | Name              | Nation      | Offizielle Zeit handgestoppt | Inoffizielle Zeit elektronisch |
| ----- | ----------------- | ----------- | ---------------------------- | ------------------------------ |
| 1     | Amos Biwott       | Kenia       | 8:51,0 min                   | 8:51,02 min                    |
| 2     | Benjamin Kogo     | Kenia       | 8:51,6 min                   | 8:51,56 min                    |
| 3     | George Young      | USA         | 8:51,8 min                   | 8:51,86 min                    |
| 4     | Kerry O’Brien     | Australien  | 8:52,0 min                   | 8:52,08 min                    |
| 5     | Alexander Morosow | Sowjetunion | 8:55,8 min                   | 8:55,61 min                    |
| 6     | Michail Schelew   | Bulgarien   | 8:58,4 min                   | 8:58,41 min                    |
| 7     | Gaston Roelants   | Belgien     | 8:59,4 min                   | 8:59,50 min                    |
| 8     | Arne Risa         | Norwegen    | 9:09,0 min                   | 9:08,98 min                    |
| 9     | Jean-Paul Villain | Frankreich  | 9:16,2 min                   | 9:16,27 min                    |
| 10    | Bengt Persson     | Schweden    | 9:20,6 min                   | 9:20,61 min                    |
| 11    | Javer Álvarez     | Spanien     | 9:24,6 min                   | 9:24,51 min                    |
| DNF   | Wiktor Kudinski   | Sowjetunion |                              |                                |

Ein wirklicher Favoritenkreis war angesichts der Höhenlage des Austragungsorts wie auch in den anderen Langstreckenläufen schwer festzumachen. Als Medaillenkandidaten galten der sowjetische Europameister von 1966 Wiktor Kudinski und der US-Amerikaner George Young, der in der Olympiasaison bislang alle seine Rennen gewonnen hatte. Auffällig war in den Vorrundenrennen der Kenianer Amos Biwott, der seinen Lauf komplett dominiert hatte und dabei den Wassergraben mit einer ganz ungewöhnliche Technik anging. Er vermied es, mit dem Wasser in Berührung zu kommen, indem er den Graben ganz übersprang. Seine Zeit im dritten Vorlauf war schließlich schneller als die Siegzeit im Endlauf zwei Tage später.
Im Finale übernahm der Kenianer Benjamin Kogo die Führung. Kudinski dagegen brach das Rennen vorzeitig ab. Biwott hielt sich im Gegensatz zu seinem Vorlauf weiter hinten im Feld auf. die 1000-Meter-Marke wurde in 3:04,2 min durchlaufen – Biwott im Vorlauf: 2:45,0 min. Bei Streckenhälfte ging der Olympiasieger von 1964 Gaston Roelants nach vorne und versuchte mit einer allmählichen Temposteigerung zum Erfolg zu kommen. Die Durchgangszeit bei 2000 Metern lautete 6:03,2 min (1000 m: 2:59,0 min) – Biwott im Vorlauf: 5:48,8 min. In der vorletzten Runde änderte sich die Lage komplett: Kogo setzte zu einem langgezogenen Spurt an, schnell verloren die meisten seiner Konkurrenten den Kontakt. In der letzten Runde bestand die Spitzengruppe nur noch aus den vier Läufern Kogo, Young, dem Australier Kerry O’Brien und Alexander Morosow aus der UdSSR. Auf der Gegengeraden war Young kurzzeitig vorn. Morosow musste jetzt auch abreißen lassen. Aber von hinten schoss Biwott heran und die Vierergruppe mit Kogo, Young, O’Brien und Biwott kam in dieser Reihenfolge auf die Zielgerade. Amos Biwott beschleunigte noch einmal und passierte seine Konkurrenten fast mühelos. Als Olympiasieger lief er durchs Ziel, hinter ihm Benjamin Kogo. Um die Bronzemedaille kämpften der US-Amerikaner und der Australier. George Young wurde schließlich Dritter zwei Zehntelsekunden vor Kerry O’Brien.
Amos Biwott gelang der erste kenianische Olympiasieg in dieser Disziplin.

## Video
- 1968 Olympic Games 3K Steeplechase,Mexico City, youtube.com, abgerufen am 7. November 2017